# 穂積保
穂積 保（ほづみ たもつ、1947年 - ）日本の実業家、法学者。メディアリンクス・ジャパン代表取締役社長。非営利団体こどもの本WAVE代表。社団法人日本書籍出版協会知的財産権委員会委員。元東京理科大学大学院教授。北海道出身。

## 来歴・人物
北海道札幌東高等学校卒業、早稲田大学大学院法学研究科修士課程修了。1972年 福音館書店に入社し、営業部を経て編集部に配属。海外・著作権室室長、総務課長などを歴任。1997年に福音館書店を退社し、株式会社メディアリンクス・ジャパンを設立。以降、出版、展覧会・講演などの各種イベントや商品化ライセンス等、知的財産権のプロデュース活動を行っている。2005年より2012年まで東京理科大学大学院教授。

## 著書
- 『サーカス! 翻訳』（福音館書店、1993年）
- 『平行輸入の法律論』（東京布井出版、1997年）

| スタブアイコン | サブスタブ | この項目は、まだ閲覧者の調べものの参照としては役立たない、人物に関連した書きかけの項目です。この項目を加筆・訂正などしてくださる協力者を求めています（P:人物伝/PJ:人物伝）。 |